# 临床决策支持系统
临床决策支持系统（英語：Clinical decision support system，简称：CDSS）是一种协助医护人员进行医疗决策的交互式专家系统。它是人工智能理论在医疗领域的主要实践，而且它的概念仍在不断更新，目前主流的工作定义是Robert Hayward提出的：“连接临床观察与临床知识，影响临床决策，改善临床结果”。这一定义将CDSS简化为功能概念。
CDSS被设计成一种可以让医生在床旁操作，医生输入患者的资料后CDSS将生成针对个体情况的定制建议，再由医生选取有用的信息和删除错误的建议。有人相信，将来一般疾病的诊治可以完全托付给CDSS。

## 构建方法论
- 贝叶斯网络
- 人工神经网络
- 遗传算法
- 产生试规则系统
- 逻辑条件
- 因果概率网络

参考

## 分类
按系统结构分：
- 基于知识库的（Knowledge-Based）
- 非基于知识库的（NonKnowledge-Based）

按使用时点分：
- 诊断前（pre-diagnoses)：帮助医生准备诊断。
- 诊断中(during diagnoses)：帮助医生分析候选的诊断。
- 诊断后(post diagnoses)：在患者的病史与临床研究资料中进行数据挖掘，从而预测预后。

### 基于知识库的CDSS
大部分CDSS属于此类，它由三大模块组成：知识库、推理机和通讯模块。知识库存储着编译好的医学知识，比如，关于药物相互作用的指示可以写成规则“IF服用了药物X，AND服用了药物Y，THEN显示警告信息”。推理机则根据知识库里的规则，以及患者的资料进行自动分析。分析的结果通过通讯模块反馈给用户。另外，用户也可以通过通讯模块更新或自定义新的规则，以适应医学的发展。

### 非基于知识库的CDSS
主要是通过机器学习从已有的经验中自动攫取规则。

## 有效性
2005年Garg等发表的一篇系统回顾显示，在100项涉及CDSS的研究中，有64%的研究认为CDSS改善了医护人员的表现，有13%的研究认为CDSS改善了患者的预后。同年，另一位作者（Kawamoto）发表的系统回顾显示，在70项涉及CDSS的研究中，有68%的临床实验显示CDSS可以改进临床工作。
成功的CDSS具有如下特征。
- 自动推送结果，而无需用户激活系统
- 整合入临床工作流程，而不是独立于临床工作流程
- 基于电子系统，而非基于纸质系统
- 在床旁使用，而不是接触病人之前或之后
- 提供推荐意见，而不是评估意见

## 发展障碍
- 医学知识的复杂性导致了系统设计时需要考虑非常多的因素，如患者的症状、体征、实验室检查数据、家族史、基因、流行病学资料、现有的医学文献等等。而且，每年发表的临床研究数以千计，而且不少研究彼此矛盾，大量的数据导致了系统维护上存在困难。目前成功用于诊断环节的CDSS常常局限于某个领域，比如，1971年上线使用的Leeds腹痛诊断系统，其诊断的正确率高达91.8%，而医生的诊断正确率在79.6%。但这套系统仅能用于腹痛的诊断。
- 临床工作的复杂性也增加了系统整合的难度。目前大多数系统仍独立于临床工作流程，这导致了医生需要独立打开CDSS，然后花费时间录入患者资料，降低了工作效率。目前整合比较成功的案例是药房系统和账单系统。因为药房工作相对简单，CDSS主要解决药物相互作用问题，比较容易设计。
- CDSS经常产生大量的警告信息，很容易导致医护人员疲劳应付。

## CDSS案例
- Litmusdx.com[永久]
- SimulConsult（页面存档备份，存于）
- CADUCEUS
- Clinical Rules（页面存档备份，存于）
- DiagnosisPro
- [Litmusdx [7]]
- DxMate（页面存档备份，存于）
- Dxplain
- ESAGIL（页面存档备份，存于）
- MYCIN
- Prescriptor（页面存档备份，存于）
- RODIA
- ISABEL（页面存档备份，存于）